# オトノエ
『オトノエ』は、和楽器バンドの5thスタジオ・アルバムである。発売日は2018年4月25日。
テーマは『音のミュージアム』。
2018年末に開催された第60回日本レコード大賞の優秀アルバム賞を受賞。
本作は、MUSIC VIDEO盤/CD+DVD、MUSIC VIDEO盤/CD+Blu-ray、LIVE映像盤/CD+DVD、LIVE映像盤/CD+Blu-ray、ボーナス・トラック付CD通常盤の5形態でリリースされた。

## CD収録曲
1. 細雪　3:57
作詞・作曲：町屋
編曲：町屋、和楽器バンド、西山勝
2. 「儚くも美しいのは」　3:48
作詞・作曲：町屋
編曲：町屋、和楽器バンド、西山勝
3. 雪影ぼうし　3:38
作詞・作曲：鈴華ゆう子
編曲：町屋、和楽器バンド
4. 君がいない街　4:17
作詞・作曲：亜沙
編曲：亜沙、和楽器バンド
5. World domination　3:23
作詞・作曲：鈴華ゆう子
編曲：町屋、和楽器バンド
6. 独歩　4:00
作詞・作曲：町屋
編曲：町屋、和楽器バンド
7. 沈まない太陽　4:30
作詞・作曲：黒流
編曲：町屋、和楽器バンド
8. パラダイムシフト　3:59
作詞・作曲：いぶくろ聖志
編曲：町屋、和楽器バンド
9. 風立ちぬ　4:08
作詞・作曲：町屋
編曲：町屋、和楽器バンド
10. 紅蓮　3:45
作詞：町屋
作曲：山葵
編曲：町屋、和楽器バンド
11. 砂漠の子守唄　5:51
作詞・作曲：鈴華ゆう子
編曲：町屋、和楽器バンド、西山勝
12. 天上ノ彼方　4:21
作詞・作曲：亜沙
編曲：亜沙、和楽器バンド
13. オキノタユウ -Live ver.-（from 和楽器バンド Premium Symphonic Night ～ライブ&オーケストラ～ in 大阪城ホール）　4:33
作詞・作曲：町屋
編曲：町屋、和楽器バンド、西山勝
（通常盤ボーナス・トラック）

## MUSIC VIDEO盤　DVD/Blu-ray
1. 雪影ぼうし (MUSIC VIDEO)
2. 細雪 (MUSIC VIDEO)
3. 砂漠の子守唄 (MUSIC VIDEO)
4. 細雪 (for Piano and Symphonic Orchestra) (MUSIC VIDEO)
5. 細雪 (Making Video)
6. 砂漠の子守唄 (Making Video)
7. 細雪 (for Piano and Symphonic Orchestra) (Making Video)

## LIVE映像盤DVD/Blu-ray
1．「和楽器バンド Premium Symphonic Night ～ライブ&オーケストラ～ in 大阪城ホール」より
2.〜6．和楽器バンド Premium Symphonic Night ～ライブ&オーケストラ～ in 大阪城ホール」 第2幕「和楽器バンド×The WGB Symphonic」より
1. Overture for Piano and Symphonic Orchestra
2. 鳥のように
3. 反撃の刃
4. 雨のち感情論
5. オキノタユウ
6. 流星（ENCORE）
7. 「和楽器バンド Premium Symphonic Night ～ライブ&オーケストラ～ in 大阪城ホール」ドキュメント